# بيرني سوندرز
بيرني سوندرز هو لاعب هوكي الجليد كندي، ولد في 21 يونيو 1956 في مونتريال في كندا.

## وصلات خارجية
- بيرني سوندرز على موقع دوري الهوكي الوطني (الإنجليزية)
- بيرني سوندرز على موقع EliteProspects.com (الإنجليزية)
- بيرني سوندرز على موقع HockeyDB.com (الإنجليزية)
- بيرني سوندرز على موقع Hockey-Reference.com (الإنجليزية)